# Wappen von Windhoek
Das Wappen von Windhoek ist das offizielle Stadtwappen der namibischen Hauptstadt Windhoek.

Logo der Stadtverwaltung Windhoek

## Beschreibung
Der Entwurf für das Wappen soll von Helmut Lewin stammen, wobei das Wappen der Form des Familienwappens der Gründerfamilie der Stadt Windhoek, Familie von François, entspricht.
Im grauen Wappenschild befindet sich eine Aloe littoralis, die man überall auf den Bergen um die Stadt Windhoek, vor allem aber im Nationalen Botanischen Garten finden kann. Die drei Blüten der Pflanze stehen für die drei ursprünglichen Amtssprachen (Afrikaans, Deutsch, Englisch), die zu Zeiten des Entwurfs des Stadtwappens genutzt wurden.
Die Krone als Festung auf dem Wappenschild repräsentiert die Stadt als Militärstützpunkt zwischen 1890 und 1915.